# فرانسين دامور
فرانسين دامور (بالإنجليزية: Francine D'Amour)‏ (6 نوفمبر 1948، بوأرنوا في كندا)؛ كاتِبة وروائية كندية.